# Жаба тасманійська
Жаба тасманійська (Limnodynastes tasmaniensis) — вид земноводних з роду Австралійська болотяна жаба родини Limnodynastidae. Іншва назва «плямиста трав'яна жаба».

## Опис
Загальна довжина досягає 4,5 см. За зовнішнім виглядом дійсно схожа на бурих жаб, відрізняється красивим забарвленням. Верхня поверхня її бура, жовтувата або червонувата з неправильно розташованими великими темно-бурими і зеленими плямами, часто зі світлими краями. Світла лінія на спині жовто—зелена або помаранчева. У самців зелене горло.

## Спосіб життя
Полюбляють рясну рослинність біля стоячих водойм, зокрема болотисту місцину. Активна вночі. Живиться переважно різними безхребетними.
Розмноження відбувається з серпня до березня. Самиця відкладає 90—1350 ікринок у воду у вигляді білих пінистих грудок, прикріплюючи їх до водяних рослин. Метаморфоз пуголовок триває 3—5 місяців.

## Розповсюдження
Мешкає у східній частині Австралії та на значній частині о. Тасманія.